# Haydn Draper
Haydn Draper   (21 de gener de 1889 - Londres, 1 de novembre de 1934), nom complet Haydn Paul Draper, fou un clarinetista gal·lès, nebot de Charles Draper.
Va estudiar clarinet amb el seu pare i, quan va entrar al Royal College of Music ja tenia un bon domini de l'instrument. Aquí va estudiar amb Julian Egerton i amb el seu oncle. Draper es va convertir en el primer clarinet de la Queen's Hall Orchestra i en clarinet solista de la BBC Military Band, on el seu extraordinari virtuosisme va guanyar admiració. Va ser membre del London Wind Quintet i va fer nombrosos enregistraments en solitari.

## Enregistraments
- Maurice Ravel - Ses amis et ses interprets: amb Robert Murchie (flauta), Gwendolen Mason (arpa), Charles Woodhouse (violí), Haydn Draper (clarinet), direcció; Maurice Ravel, Gabriel Pierné, Albert Wolff; orquestres/conjunt, Lamoureux Concerts Association Orchestra, International String Quartet, Colonne Concerts Orchestra: segell "Music & Arts Programs Of America Catalog #: 703 Spars Code: AAD"[1]